# Stanisław Tenderenda
Stanisław Tenderenda (ur. 25 marca 1898 w Kozarzach, zm. 27 marca 1984 w Ciechanowie), ksiądz rzymskokatolicki, prałat honorowy Jego Świątobliwości, prałat dziekan Kapituły Katedralnej Płockiej, profesor w Niższym i Wyższym Seminarium Duchownym w Płocku.
Syn Józefa i Emilii z Bartosiaków. Wykształcenie gimnazjalne zdobył w Ciechanowcu. W październiku 1916 podjął naukę w Niższym Seminarium w Płocku, a po zdaniu egzaminu maturalnego – w Wyższym. Święcenia kapłańskie przyjął 11 kwietnia 1925 w bazylice katedralnej płockiej z rąk bp. Antoniego Juliana Nowowiejskiego.
Po święceniach kapłańskich został skierowany na studia na Wydziale Klasyki i Wydziale Teologicznym Uniwersytetu Warszawskiego. Prowadził kapelanię u Sióstr Rodziny Maryi na Pradze, pełnił funkcję prezesa Koła Klasyków Studentów Uniwersytetu Warszawskiego. Po studiach był profesorem w Niższym i Wyższym Seminarium Duchownym w Płocku na etacie klasyka, rektorem kościoła św. Jana Chrzciciela w Płocku, diecezjalnym dyrektorem Stowarzyszeń Religijnych i Akcji Katolickiej w diecezji płockiej oraz dyrektorem Katolickiego Uniwersytetu Ludowego w Proboszczewicach.
W czasie wojny na polecenie arcybiskupa Nowowiejskiego opuścił Płock. Najpierw przebywał u Sióstr Rodziny Maryi w Warszawie, potem w Brańszczyku i Wyszkowie, pomagając w duszpasterstwie. Po wojnie powrócił do Płocka, pełnił obowiązki diecezjalnego wizytatora nauki religii w szkołach średnich i powszechnych, diecezjalnego dyrektora Caritas do przejęcia w 1950 majątku Caritas przez państwo, proboszcza w parafii Imielnica, proboszcza i dziekana mławskiego, od 1958 proboszcza i dziekana w Ciechanowie. W okresie Milenium chrztu Polski rozpracowywany przez SB w ramach akcji pod kryptonimem Narcyz – 26. Pochowany w Ciechanowie.